# Nado sincronizado no Campeonato Mundial de Esportes Aquáticos de 2009 - Rotina técnica equipes
A rotina técnica por equipes do nado sincronizado no Campeonato Mundial de Esportes Aquáticos de 2009 foi realizada nos dias 18 e 19 de julho no Stadio Pietrangeli em Roma.

## Calendário
| Fase         | Data     |
| ------------ | -------- |
| Eliminatória | 18/julho |
| Final        | 19/julho |

## Medalhistas
| Ouro   | Prata   | Bronze |
| Rússia | Espanha | China  |

## Resultados

### Eliminatória
Esses foram os resultados da primeira fase:
| Posição | País                | Notas  | Notas  | Notas | Total  |
| Posição | País                | EX     | OI     | Pen   | Total  |
| ------- | ------------------- | ------ | ------ | ----- | ------ |
| 1       | RUS Rússia          | 49,000 | 49,000 |       | 98,000 |
| 2       | ESP Espanha         | 48,500 | 49,000 |       | 97,500 |
| 3       | CHN China           | 48,167 | 48,000 |       | 96,167 |
| 4       | CAN Canadá          | 47,833 | 47,667 |       | 95,500 |
| 5       | JPN Japão           | 47,000 | 48,000 |       | 95,000 |
| 6       | ITA Itália          | 47,333 | 47,000 |       | 94,333 |
| 7       | USA Estados Unidos  | 46,333 | 46,833 |       | 93,166 |
| 8       | UKR Ucrânia         | 46,333 | 46,000 |       | 92,333 |
| 9       | FRA França          | 45,333 | 45,667 |       | 91,000 |
| 10      | PRK Coreia do Norte | 44,667 | 43,000 |       | 87,667 |
| 11      | BRA Brasil          | 43,667 | 43,167 |       | 86,834 |
| 12      | NED Países Baixos   | 43,167 | 42,667 |       | 85,834 |
| 13      | BLR Bielorrússia    | 42,833 | 42,667 |       | 85,500 |
| 13      | MEX México          | 42,500 | 43,000 |       | 85,500 |
| 15      | GBR Grã-Bretanha    | 41,833 | 42,833 |       | 84,666 |
| 16      | SUI Suíça           | 43,000 | 41,167 |       | 84,167 |
| 17      | EGY Egito           | 40,667 | 39,667 |       | 80,334 |

### Final
Esses foram os resultados da final:
| Posição           | País                | Notas  | Notas  | Notas | Total  |
| Posição           | País                | EX     | OI     | Pen   | Total  |
| ----------------- | ------------------- | ------ | ------ | ----- | ------ |
| Medalha de ouro   | RUS Rússia          | 49,333 | 49,500 |       | 98,833 |
| Medalha de prata  | ESP Espanha         | 48,833 | 49,000 |       | 97,833 |
| Medalha de bronze | CHN China           | 48,167 | 48,500 |       | 96,667 |
| 4                 | CAN Canadá          | 47,833 | 48,000 |       | 95,833 |
| 5                 | JPN Japão           | 47,167 | 48,000 |       | 95,167 |
| 6                 | ITA Itália          | 47,333 | 47,333 |       | 94,666 |
| 7                 | USA Estados Unidos  | 46,50  | 46,833 |       | 93,333 |
| 8                 | UKR Ucrânia         | 46,167 | 46,333 |       | 92,500 |
| 9                 | FRA França          | 45,500 | 45,667 |       | 91,167 |
| 10                | PRK Coreia do Norte | 44,500 | 43,500 |       | 88,000 |
| 11                | BRA Brasil          | 43,333 | 43,500 |       | 86,833 |
| 12                | NED Países Baixos   | 42,667 | 43,500 |       | 86,167 |